# Сордаваліт
Сордаваліт (рос. сордавалит, англ. sordavalite, нім. Sordavalit m) – гірська порода.
Назва - за місцевістю Сордаваль, Франція (N.G.Nordenskiöld, 1820).
- 1. Девітрифіковане вулканічне скло базальтового складу з кристалітами та мікролітами. Утворює тонкі прожилки та крайові частини діабазових жил, що перетинають древні гірські породи.
- 2. Обсидіан.